# Neues Lusthaus Stuttgart

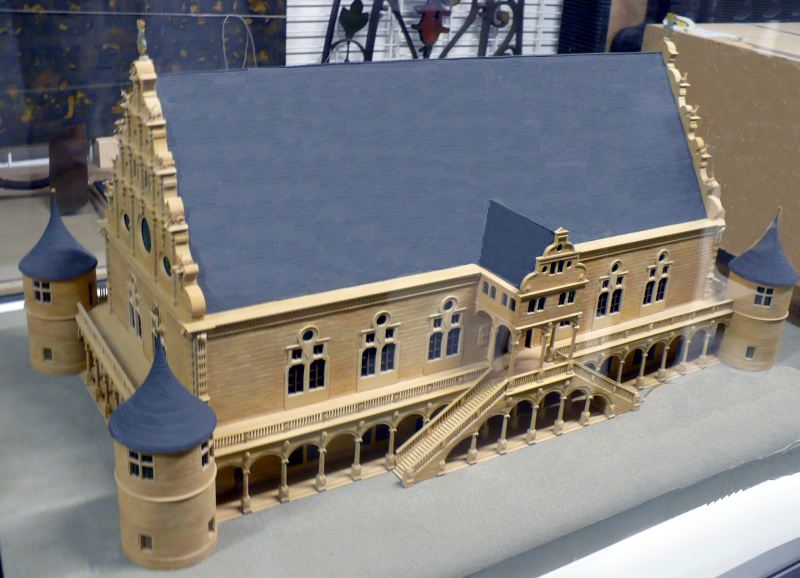
Modell des Neuen Lusthauses im Stadtmuseum Stuttgart

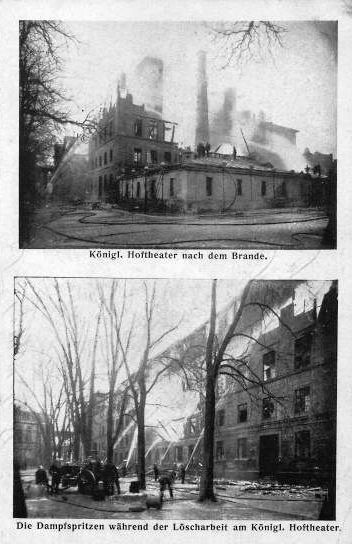
Brand des Hoftheaters

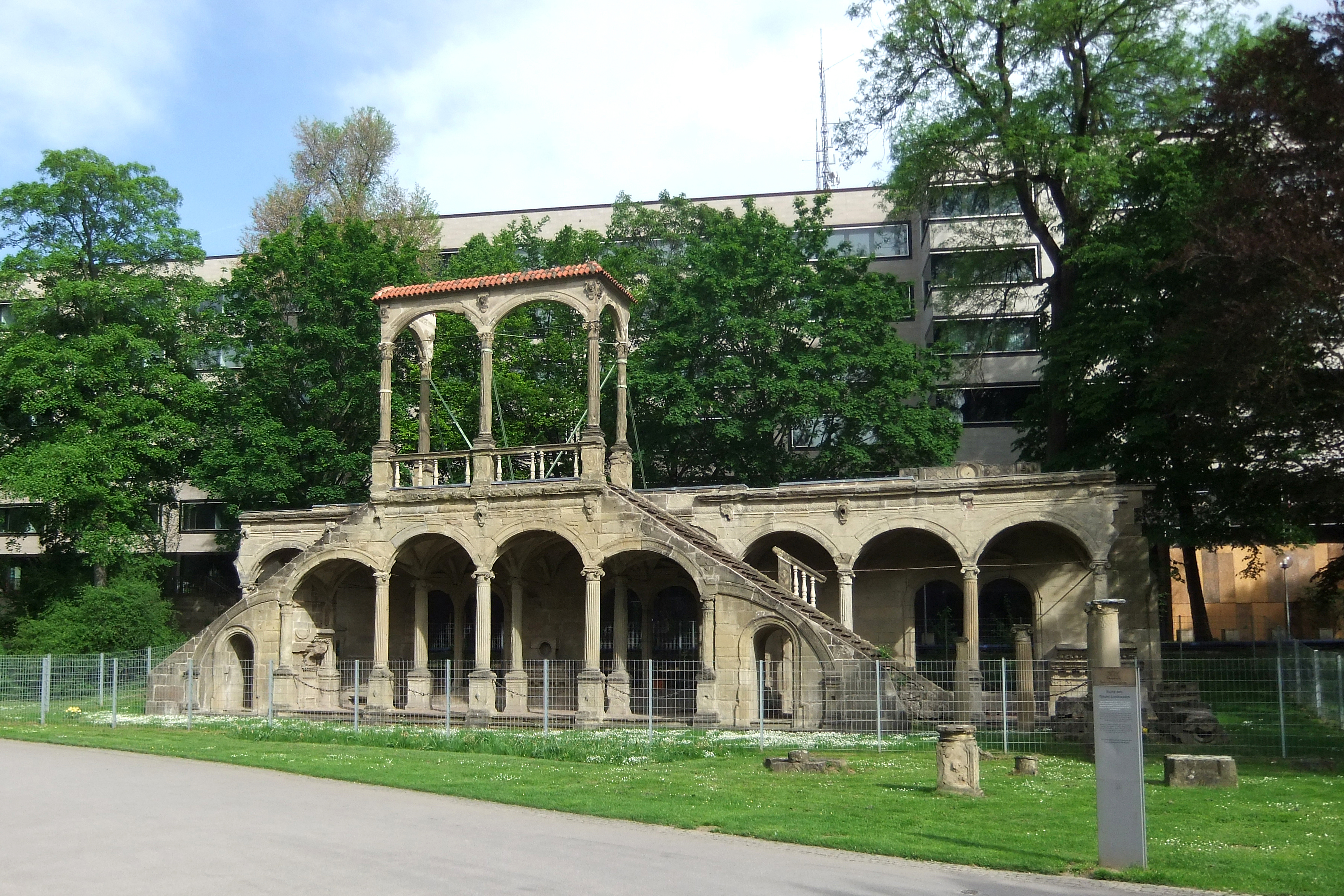
Ruine des Lusthauses (2015) im Mittleren Schlossgarten

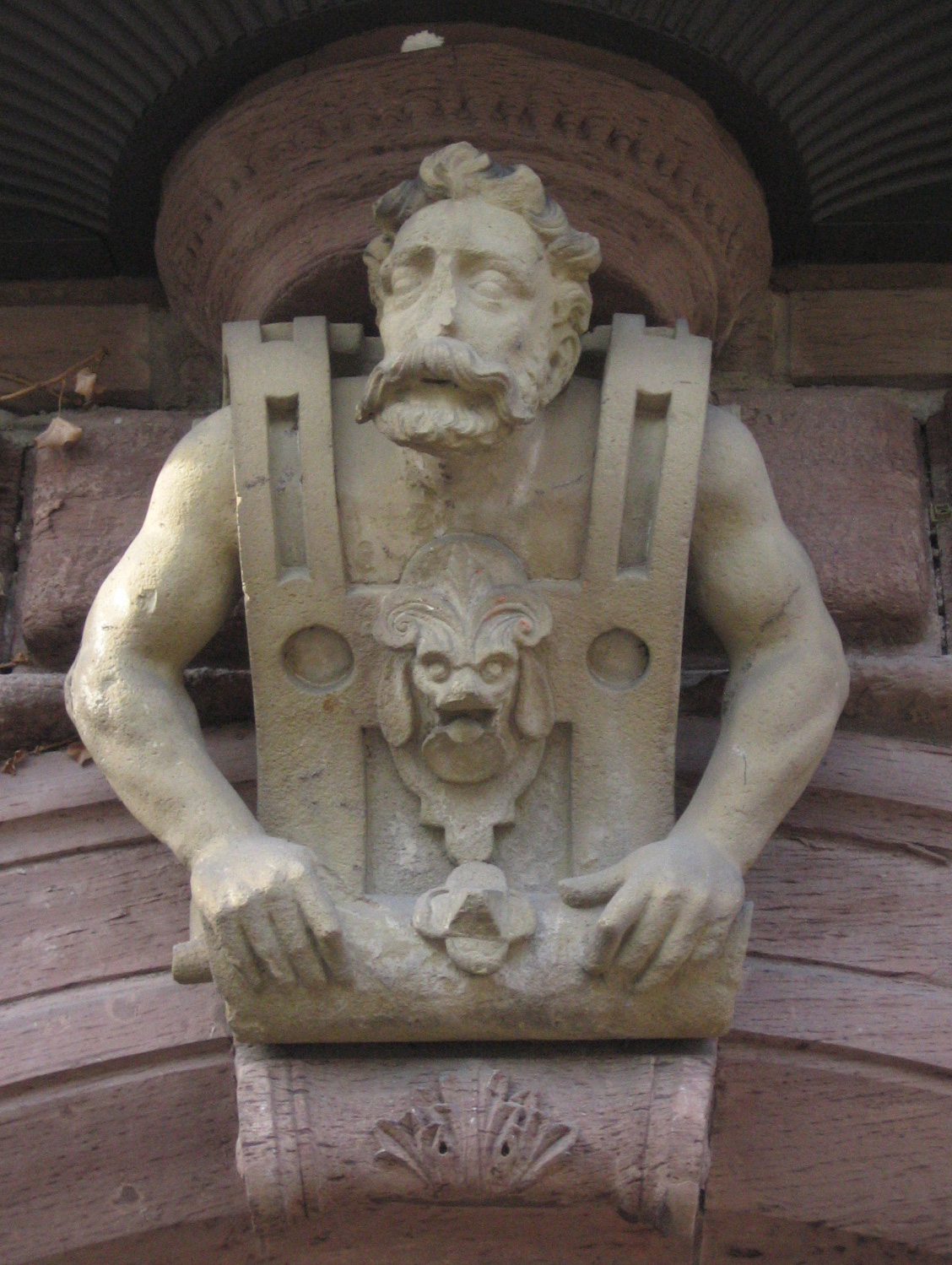
Fragment des Neuen Lusthauses

Das nicht erhaltene Neue Lusthaus zu Stuttgart gilt aus Sicht der Baugeschichte als eines der bedeutendsten Bauwerke deutscher Spätrenaissance und diente als Ort höfischer Feste und Feiern. Der Stuttgarter Chronist und Denkmalpfleger Gustav Wais beschrieb 1954 den ursprünglichen Bau als „eine der edelsten Schöpfungen deutscher Renaissance, die, wenn wir sie heute noch besäßen, die Hauptsehenswürdigkeit Stuttgarts wäre“. Sowohl die Baugeschichte, als auch das Aussehen sind aufgrund der zahlreichen Überlieferungen gut bekannt.

## Vorgängerbau
Herzog Christoph von Württemberg begann 1553 den Garten des Stuttgarter Schlosses anzulegen und mit einer Mauer zu umgeben. Auf diesem Gelände wurde als wichtigster Bau durch Peter Cuci das alte Lusthaus errichtet, das im Obergeschoss einen Festsaal besaß. Dieser Bau war das erste derartige Lusthaus in Deutschland. Der Bau bestand auch nach der Errichtung des Neuen Lusthauses bis 1750 weiter. Zeitweise waren in den Räumlichkeiten ein Alchemielabor und die württembergische Kunstkammer untergebracht.

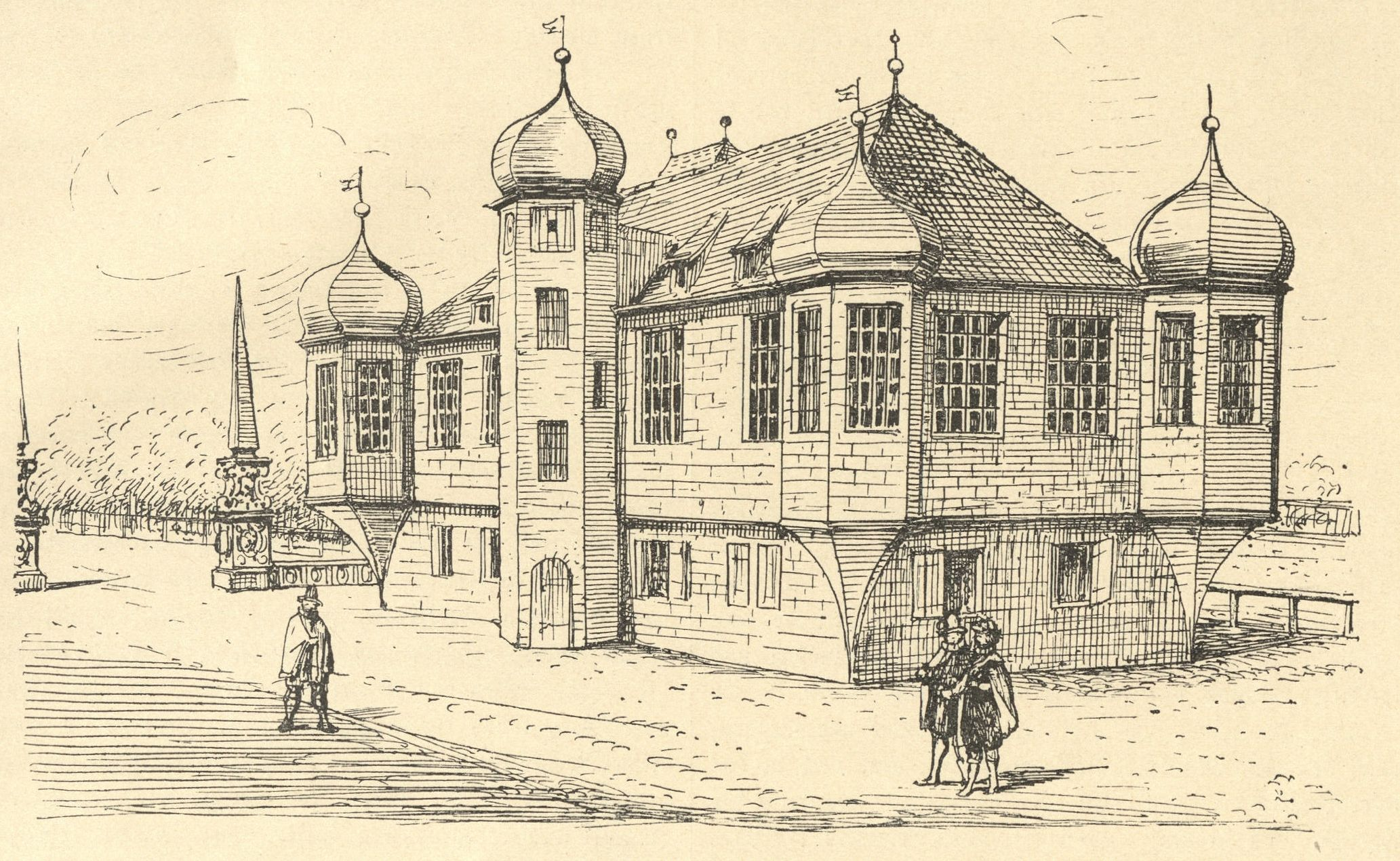
Altes Lusthaus (1553–1750)
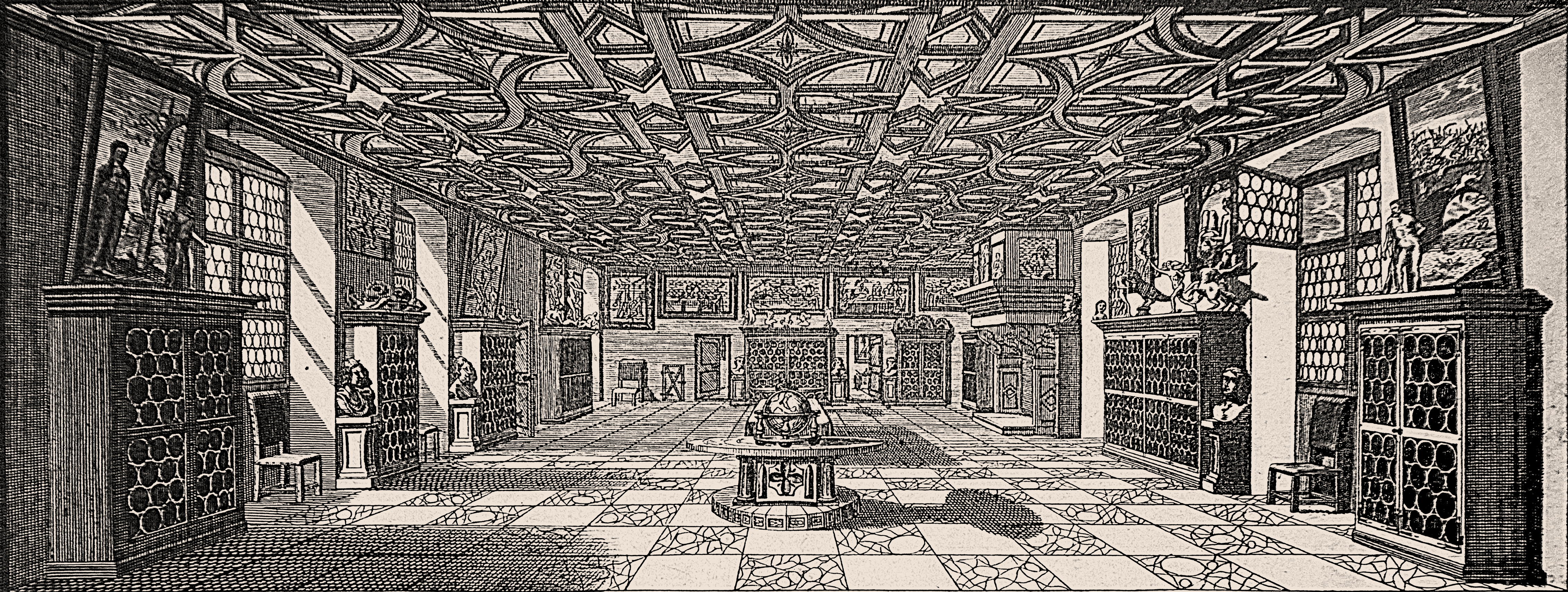
Kunstkammer im Alten Lusthaus

## Das Gebäude des Neuen Lusthauses
1584 bis 1593 wurde das Neue Lusthaus im Auftrag Herzog Ludwigs durch dessen Hofbaumeister Georg Beer unter Beteiligung seines späteren Nachfolgers Heinrich Schickhardt inmitten des Lustgartens, an der Stelle des heutigen Kunstgebäudes errichtet.
Der Bau erstreckte sich auf einer Grundfläche von 270 Schuh × 120 Schuh (77,35 m × 34,38 m). Beide Schmalseiten waren von hohen Schweifgiebeln geschmückt, die reich ornamentiert waren und in ihrer Höhe sogar die benachbarte Stuttgarter Stiftskirche überragten. Der Bau war somit seinerzeit das größte und beeindruckendste Gebäude der Stadt. An allen vier Ecken war ein Turm angebaut. Das gesamte Gebäude war von Arkaden umgeben, in denen insgesamt 65 Brustbilder von sämtlichen Vorfahren Herzog Ludwigs aus dem Haus Württemberg über fünf Generationen hinweg an den Wänden angebracht waren. Die Arkaden bildeten eine Ahnengalerie. Die Büsten sind heute auf Schloss Lichtenstein zu sehen.
Durch die Arkaden gelangte man in eine Säulenhalle, deren Kreuzrippengewölbe auf insgesamt 27 Säulen lastete. In den Scheiteln der Gewölbe waren die Wappen bedeutender Städte des Fürstentums angebracht. In der Halle befanden sich drei quadratische Wasserbassins. An beiden Langseiten befanden sich Freitreppen, über die das Obergeschoss zugänglich war und über die man in den frei überspannten großen Festsaal gelangte. Mit 201 Fuß Länge (57,58 m), 71 Fuß Breite (20,34 m) und 51 Fuß Höhe (14,61 m) gehörte er zu den größten Sälen seiner Zeit. Erreicht wurde diese enorme Spannweite durch eine neuartige Konstruktion des Dachwerks, einer innovativen Hängewerk-Dachkonstruktion mit so genannten Doppelbindern von Elias Gunzenhäuser und freitragender, bemalter Tonnendecke.
Im Festsaal waren die Wachsfiguren von Herzog Ludwig und seinen beiden Gemahlinnen ausgestellt. An den Wandflächen zeigten 16 großformatige Tafeln detaillierte Darstellungen der württembergischen Forste, während in einem Fries sämtliche Räte Herzog Ludwigs dargestellt waren. Diese zahlreichen Darstellungen dienten der Legitimierung der württembergischen Dynastie.
Über den Türen zum Festsaal gab es auf beiden Seiten verborgene Musikzimmer, deren Öffnungen von zahlreichen Statuen eingerahmt waren. Verborgen erklingende Musik war Bestandteil der höfischen Festkultur.

## Umbauten zum Opernhaus und Königlichen Hoftheater
1750 erfolgte unter Herzog Carl Eugen von Württemberg der Umbau zum Opernhaus durch Leopoldo Retti, wobei die Innenausstattung des Festsaals vollständig zerstört wurde. Auch danach erfolgten Umbauten, in deren Verlauf immer mehr Teile der renaissancezeitlichen Bausubstanz verloren gingen und das Gebäude mit Anbauten versehen wurde. So führte Philippe de La Guêpière 1752 eine Erweiterung und 1757 eine Renovierung durch.
1811 erfolgte durch Nikolaus Friedrich von Thouret der Umbau zum Hoftheater. Der Giebel auf der Nordseite wurde entfernt und – außer an der Ostfassade – an allen Seiten angebaut, so dass nur noch der obere Teil des Giebels an der Südseite an das ehemals prächtige Renaissance-Lusthaus erinnerte. Eröffnet wurde das Haus nach dem Umbau 1812 mit der Uraufführung von Conradin Kreutzers Oper Conradin von Schwaben.
1845 erfolgte ein erneuter Umbau, bei dem die oberen Stockwerke abgebrochen wurden und die nunmehr verbliebenen Reste des Lusthauses (die Umfassungsmauern, die Gewölbehalle im Erdgeschoss und die Treppenanlagen) gänzlich unter dem Neubau verschwanden. Dem Architekten Carl Friedrich Beisbarth gelang es damals, eine umfassende Dokumentation der verbliebenen Renaissanceteile des Lusthauses anzulegen und abgerissene Bauteile zu sichern.
Am 19./20. Januar 1902 brannte das Hoftheater ab und die wenigen verbliebenen Reste des ursprünglichen Lusthauses wurden endgültig abgetragen.

## Verbliebene Fragmente
Der westliche Arkadengang mit zwei Treppenläufen gelangte 1904 in den Mittleren Schlossgarten, wo er noch heute als Lusthausruine steht (Standort). Die inzwischen durch Stahl- und Holzgerüste gestützte Ruine sollte 2009 nach einem Beschluss des Landesfinanzministeriums soweit instand gesetzt werden, dass die Gerüste und der die Ruine umgebende Zaun entfernt werden können.
Weitere Fragmente befinden sich im Park der Villa Berg in Stuttgart, auf Schloss Lichtenstein und im Städtischen Lapidarium Stuttgart (Sem Schlör und Georg Beer).

## Galerie

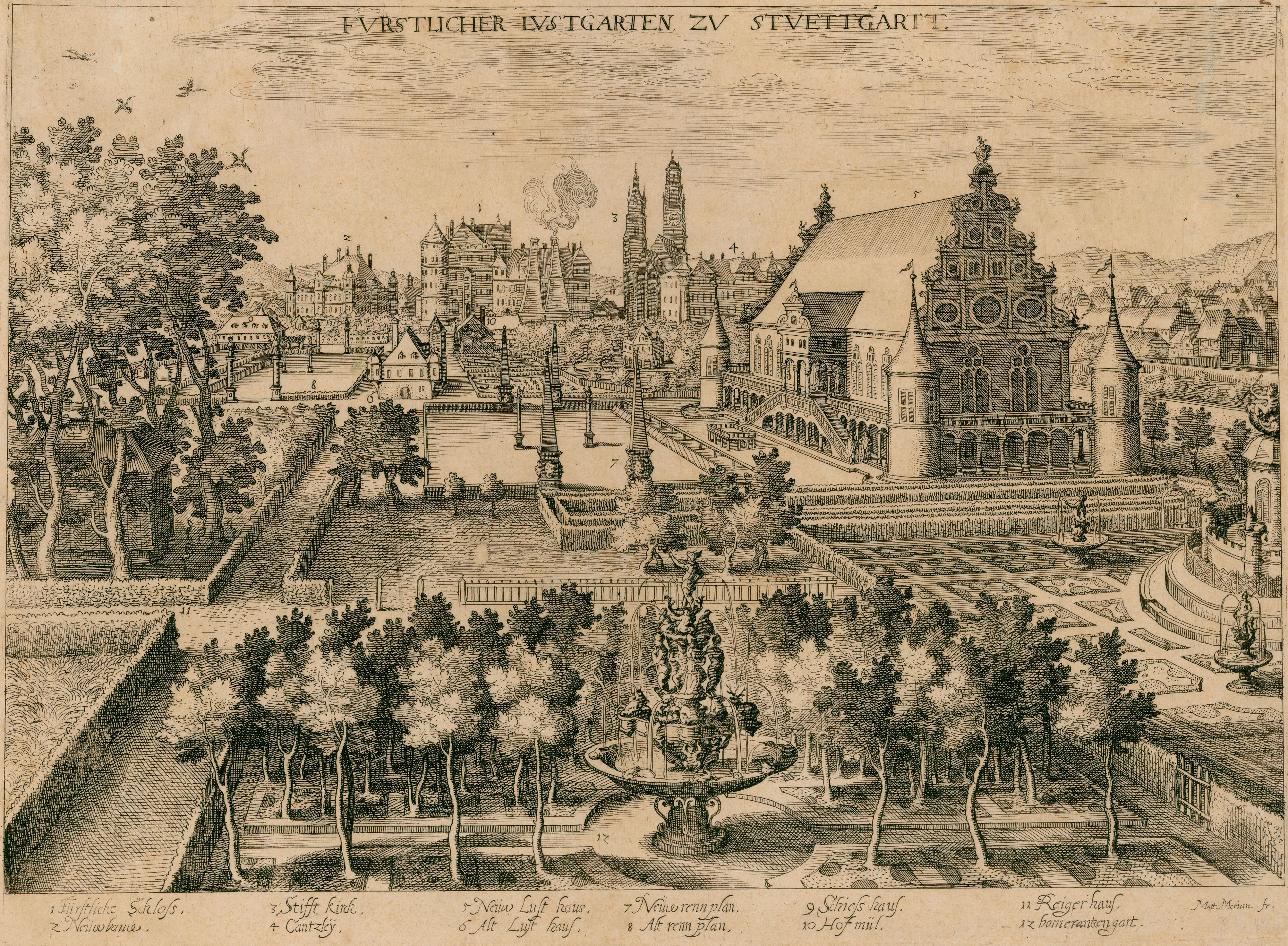
Lustgarten 1616
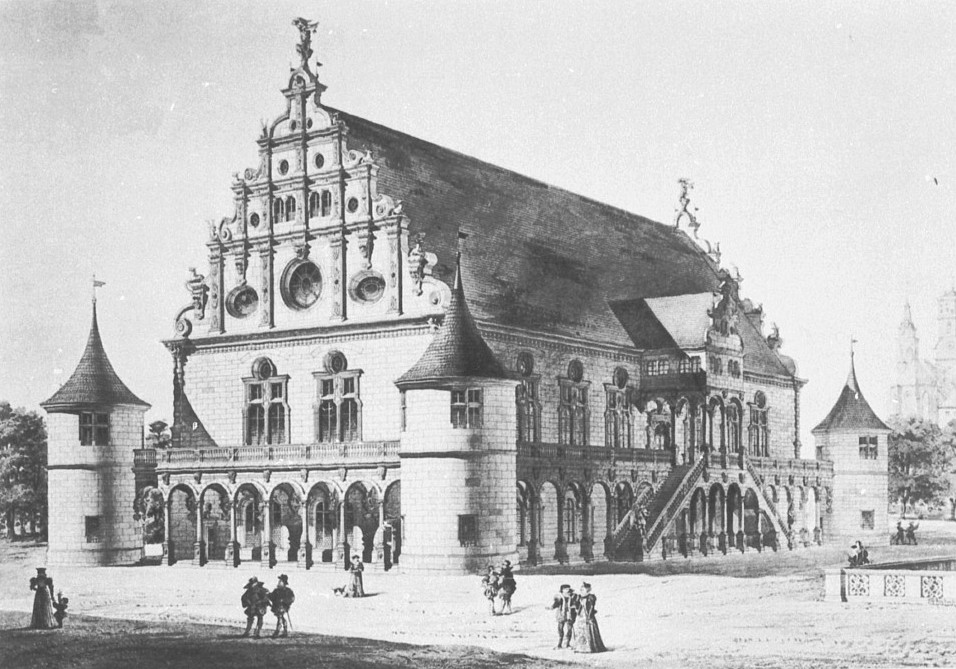
Gesamtansicht
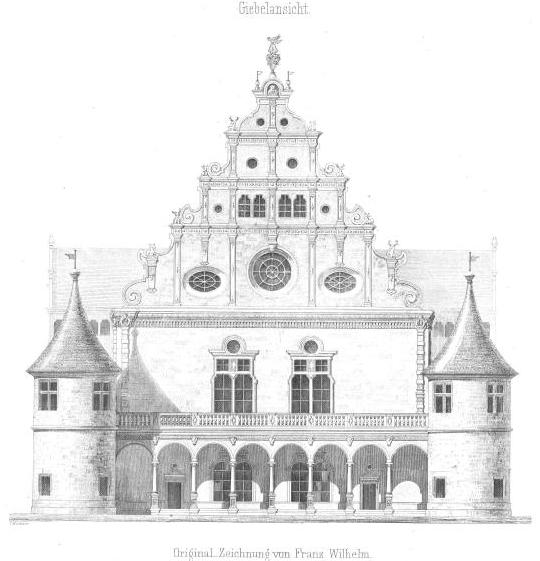
Ansicht
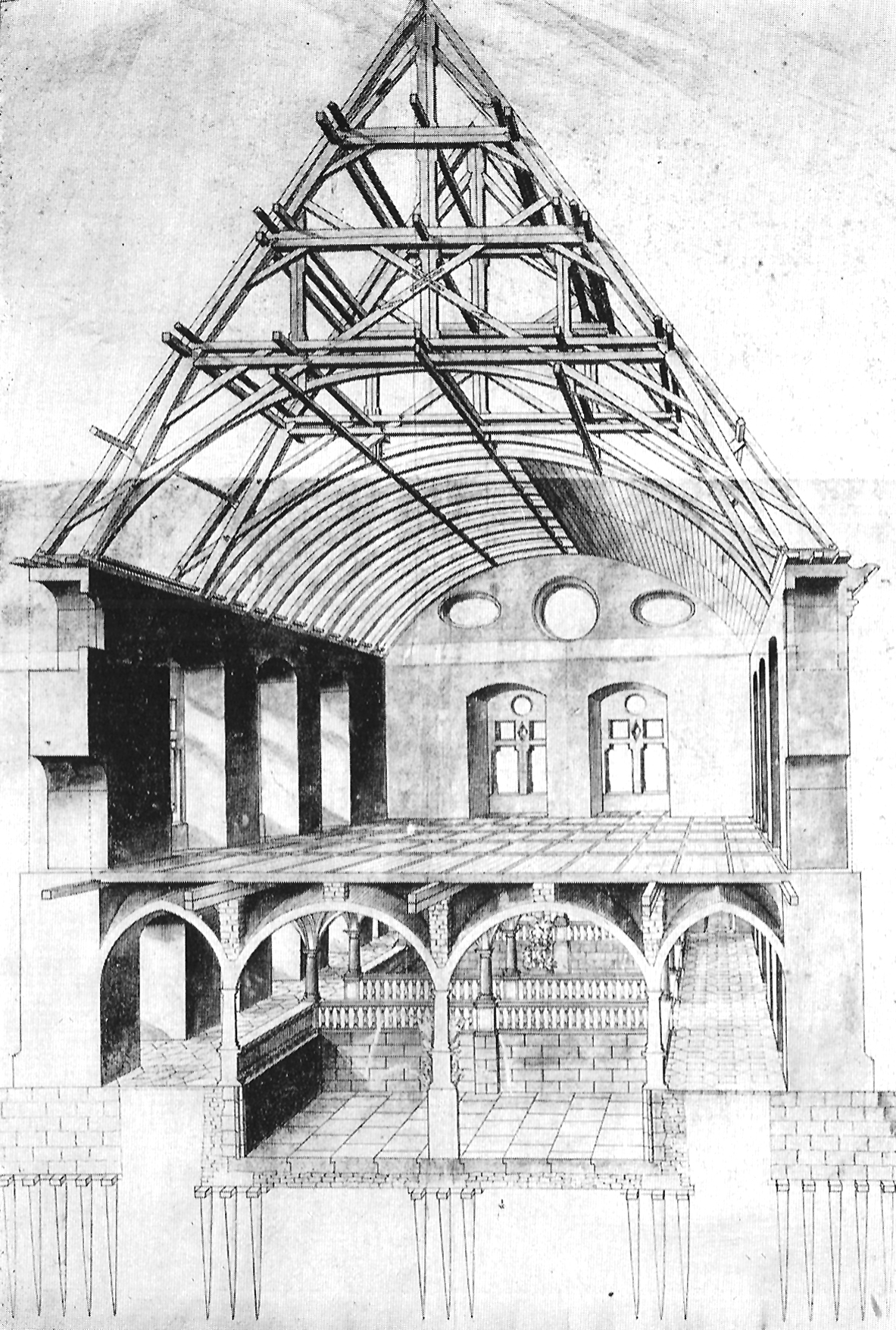
Schnitt
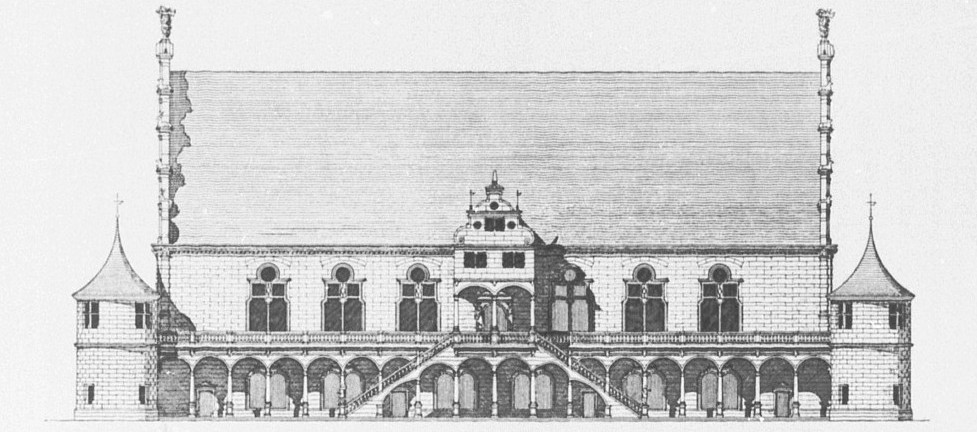
Seitenansicht
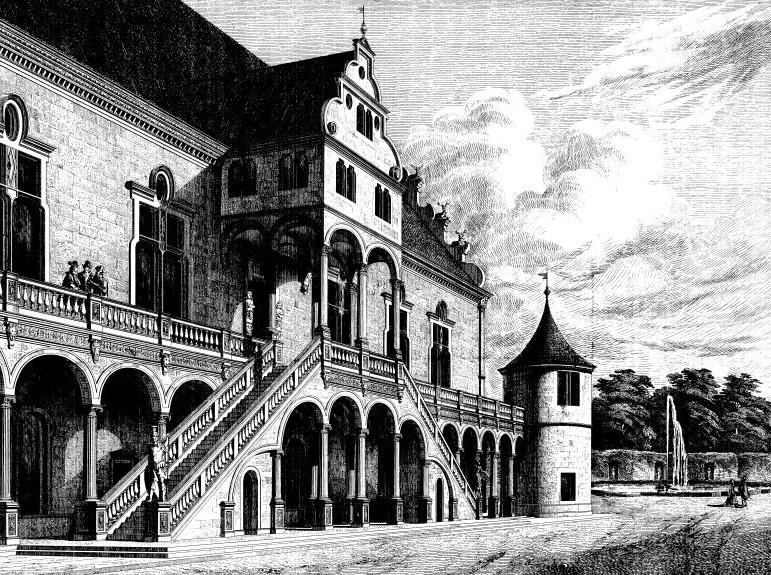
Seitenansicht
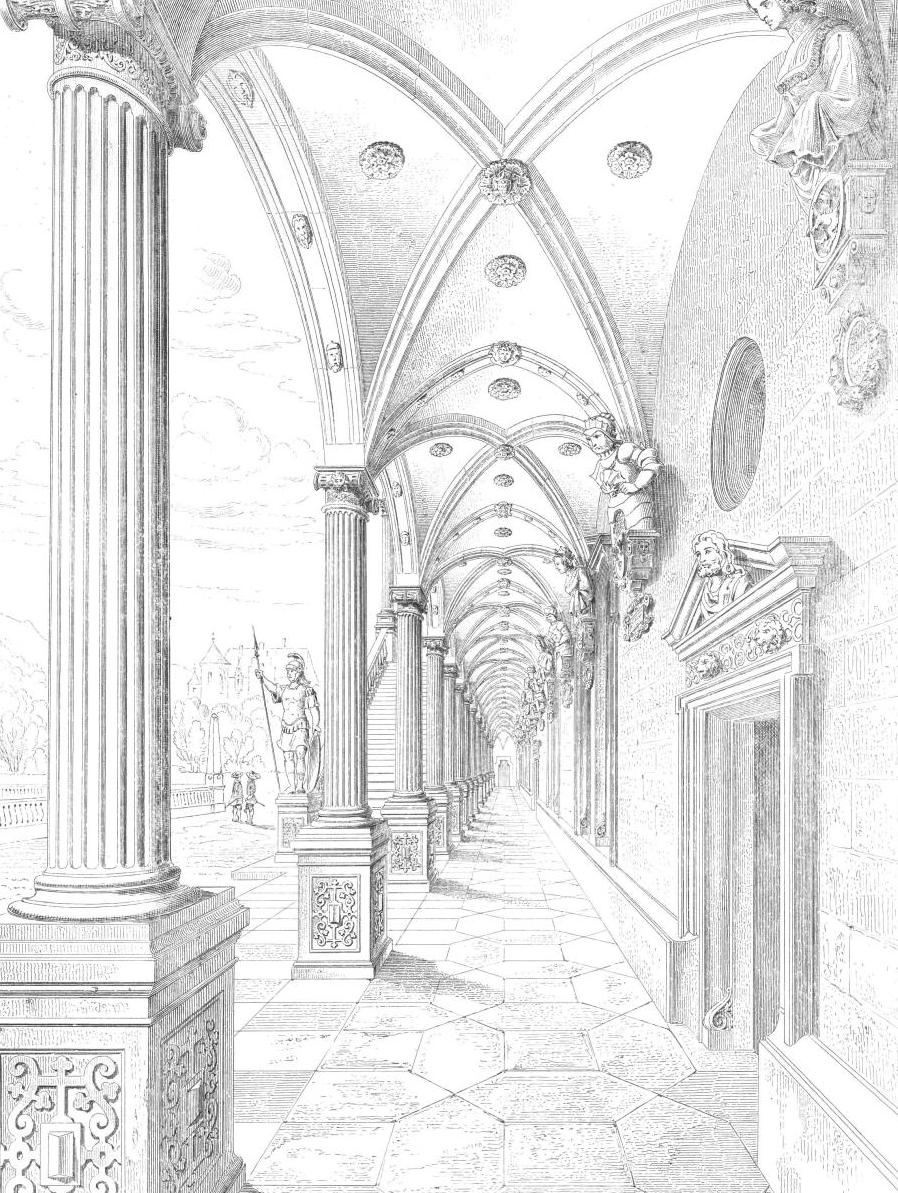
Arkaden
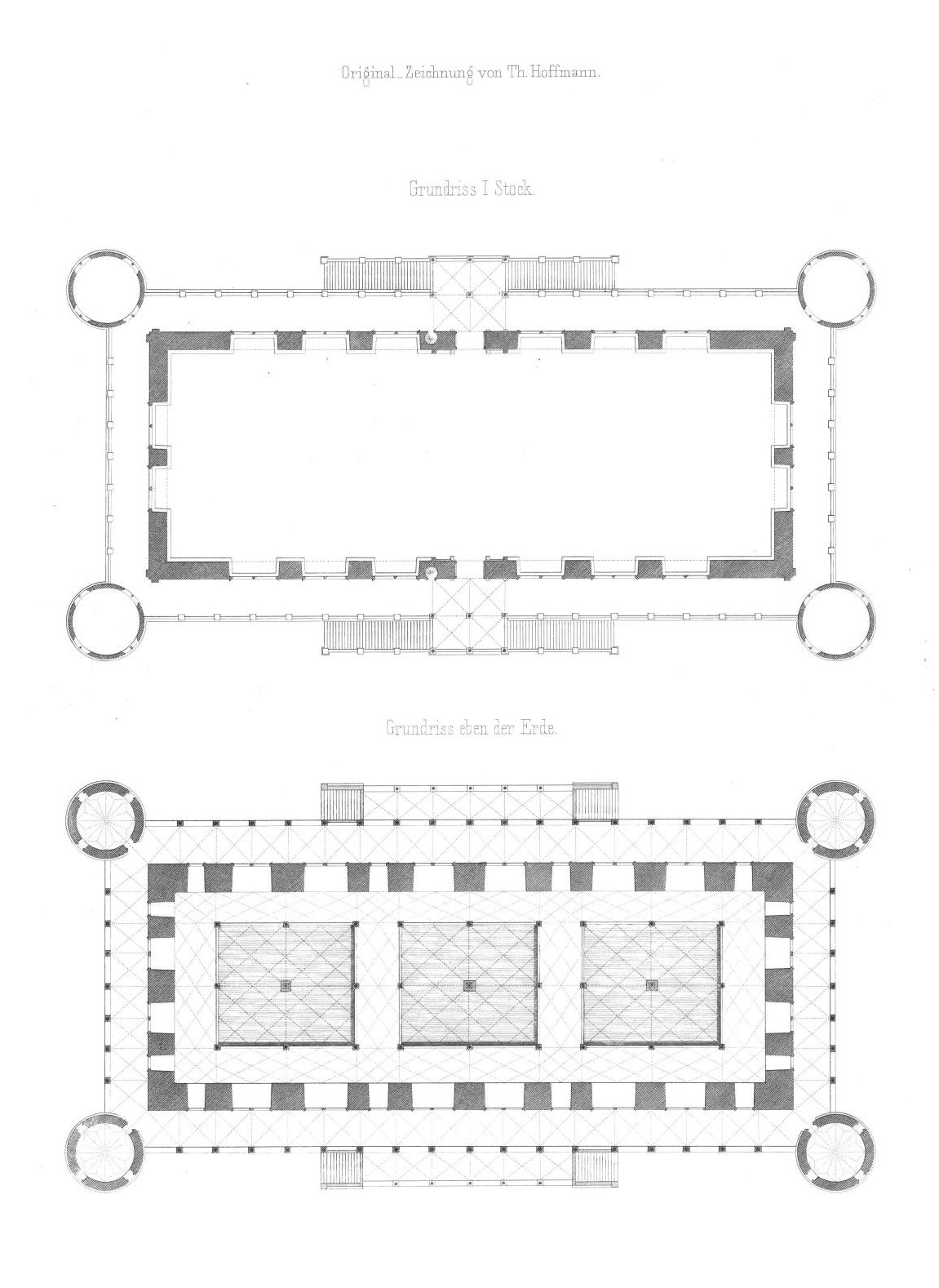
Grundrisse
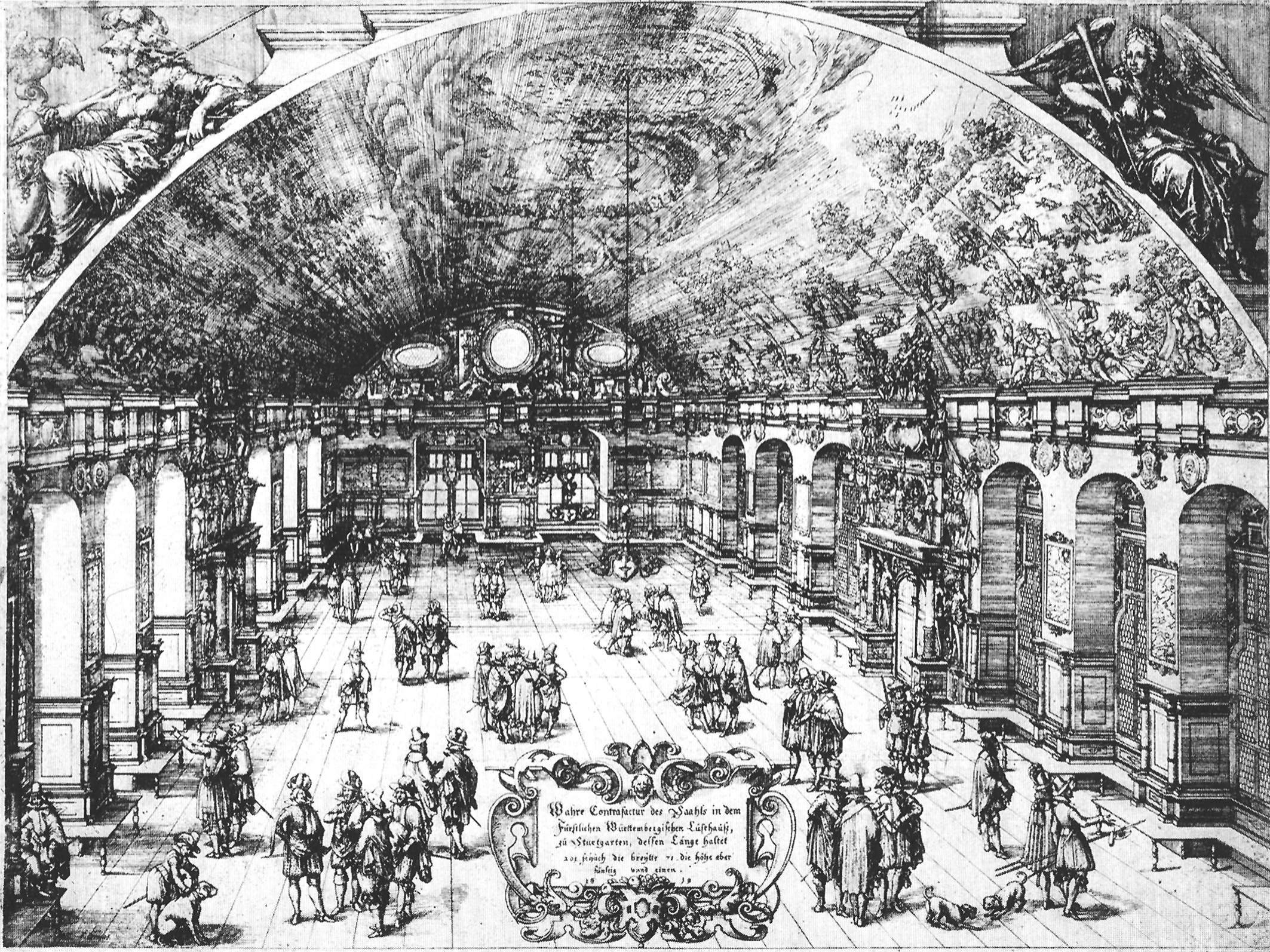
Saal im 1. Stock
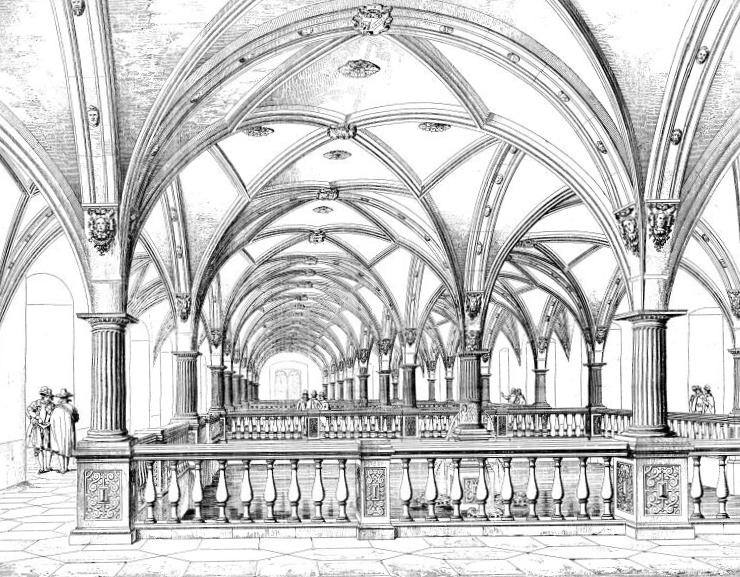
Bassinhalle
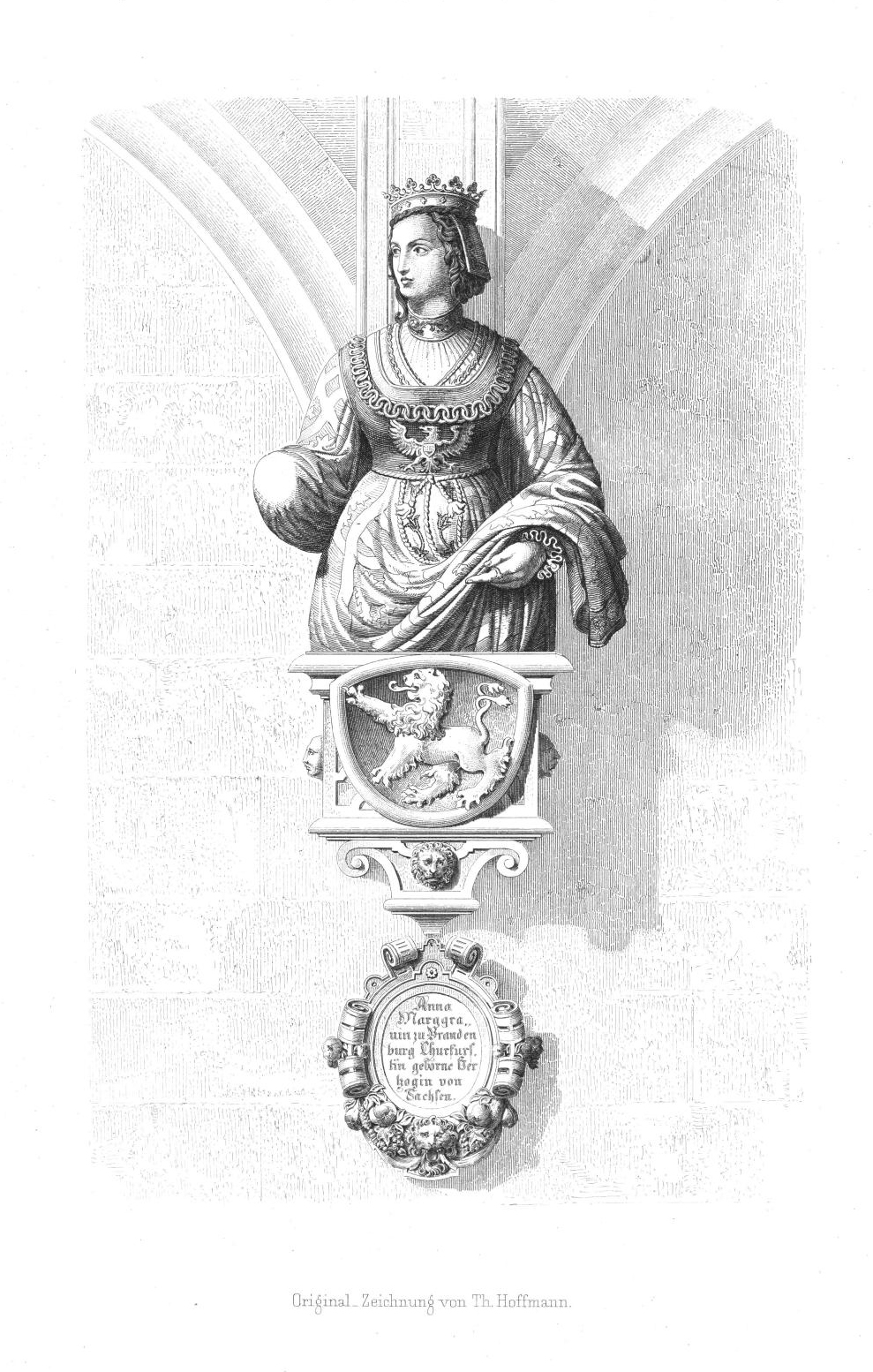
Kämpferfigur
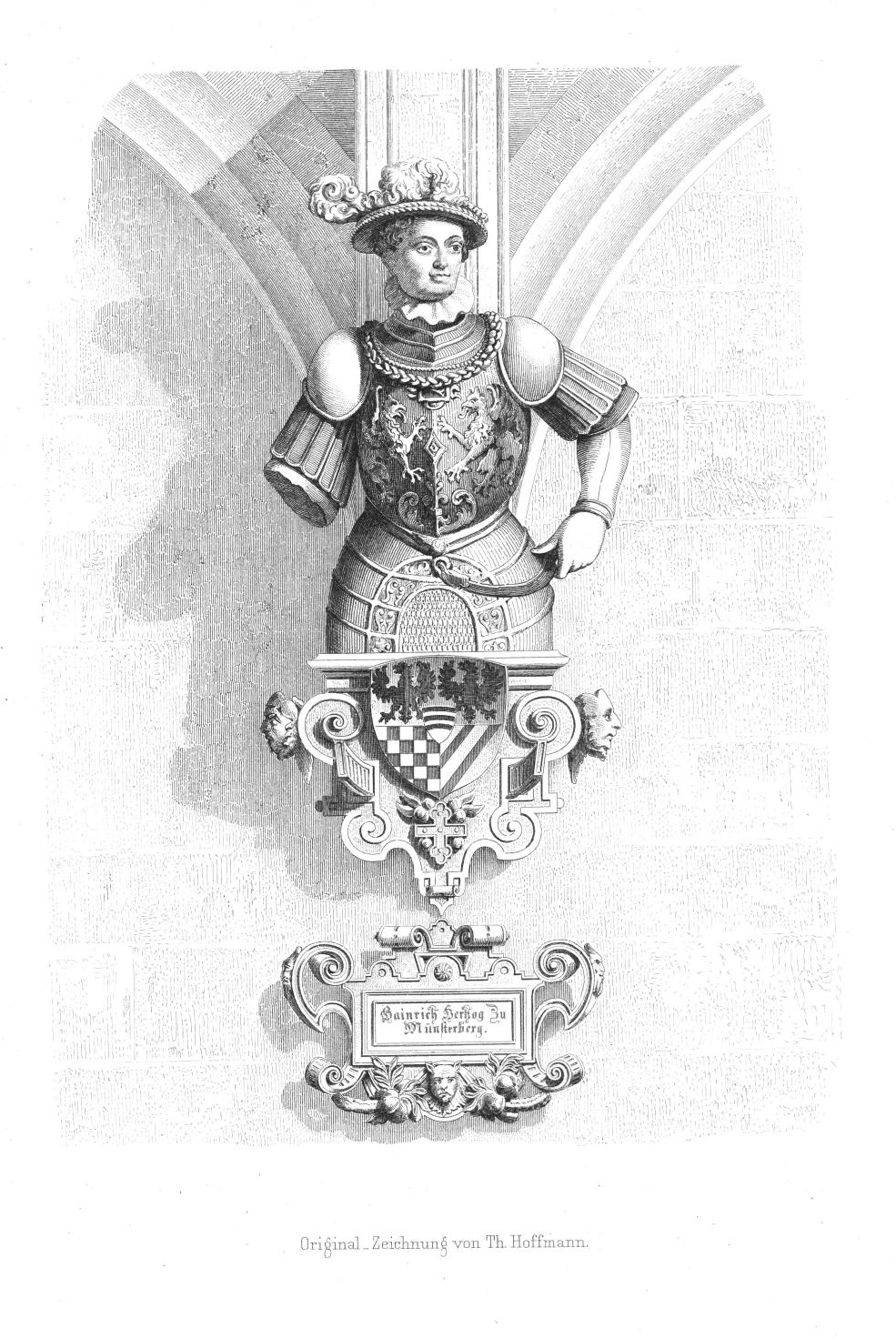
Kämpferfigur